# Coccidencyrtus obesus
Coccidencyrtus obesus är en stekelart som beskrevs av De Santis 1964. Coccidencyrtus obesus ingår i släktet Coccidencyrtus och familjen sköldlussteklar. Inga underarter finns listade i Catalogue of Life.